# Lisa Simpson
Lisa Marie Simpson é uma personagem fictícia criada por Matt Groening para a série de televisão americana Os Simpsons. Seu nome é uma homenagem à irmã de Matt Groening, o criador do desenho. A voz original em inglês é de Yeardley Smith. No Brasil, foi dublada por Nair Amorim (primeira a sétima temporada), Priscila Amorim (oitava a décima quarta temporada) e Flávia Saddy (desde a décima quinta temporada).

## Biografia fictícia
Lisa tem 8 anos, é a filha do meio de Homer Simpson e de Marge Bouvier, irmã de Maggie Simpson e de Bart Simpson. Seus avós são Mona Simpson, Abraham "Abe" Jebediah Simpson II (chamado de "Vovô"), Jackeline "Jackie" Bouvier e Clancy Bouvier.

## Características

### Personalidade
Ela é uma menina extremamente inteligente, possuindo um QI de 156 ou 159, um dos mais altos dentre todos os personagens da série. É a mais jovem budista de Springfield e fez um pequeno discurso quando Dalai Lama visitou a cidade. Se tornou vegetariana a partir de um episódio que apareceu o ex-Beatle Paul McCartney, que havia feito essa exigência para aceitar o convite. Ela se sentia triste, sozinha e desanimada, até a cantora Lady Gaga chegar à Springfield, se tornando Lisa, assim, uma Little Monster em 2012. No episódio "The Book Job", Lisa revela seu amor pela literatura e o sonho de ser escritora.

### Crenças
As convicções políticas de Lisa são geralmente liberais e contestadoras. Ela é vegetariana por motivos éticos (episódio “"Lisa the Vegetarian"”), feminista, ambientalista, apoia os direitos dos homossexuais e é uma defensora do movimento Tibete Livre. Lisa, assim como sua mãe, apoia o Partido Democrata. E embora frequente uma igreja cristã com a família, Lisa se converteu ao budismo no episódio "She of Little Faith”.

### Habilidades e conhecimentos
Lisa é muito inteligente e sensível, por isso se sente desconfortável dentro da família Simpson. Sua espiritualidade e compromisso com causas nobres muitas vezes ficam em desalinho com o resto da cidade. O conhecimento de Lisa abrange uma ampla gama de assuntos, da astronomia à literatura, e ela é notavelmente mais preocupada com assuntos do mundo do que a vida em Springfield. Lisa é uma amante da música, especialmente jazz. Ela gosta de tocar saxofone e fez amizade com o músico de jazz Murphy Gengivas Sangrentas, o qual ela considera seu ídolo. Lisa foi profundamente afetada pela morte de Murphy em "Round Springfield" (6 ª temporada). Lisa é fluente em italiano (que aprendeu com Milhouse antes de viajar para a Itália). Ela também demonstrou uma habilidade surpreendente no hóquei no gelo em "Lisa on Ice".

## Voz
A voz original de Lisa é feita por Yeardley Smith, enquanto a personagem foi dublada no Brasil por Nair Amorim da primeira temporada à sétima, Priscilla Amorim da oitava à décima terceira e desde esta temporada ao presente momento, por Flávia Saddy.